# Koeficient
Koeficiènt je nespremenljiva količina, ki izraža razmerje med dvema ali več spremenljivimi količinami.